# Dictadura de Primo de Rivera a Catalunya

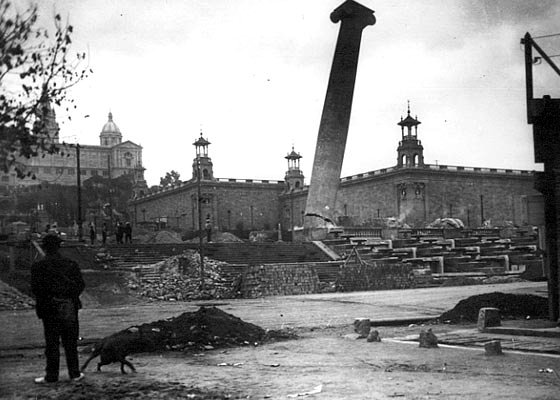
Enderrocament de Les quatre columnes que representaven les quatre barres de la bandera catalana per ordre de Primo de Rivera i que es van construir per presidir l'Exposició Internacional de Barcelona (1929)

La Dictadura de Primo de Rivera a Catalunya és el relat de la política aplicada a Catalunya per la Dictadura de Primo de Rivera, el règim polític autoritari que s'instaurà a Espanya entre 1923 i 1930 sota la direcció del general Miguel Primo de Rivera y Orbaneja, així com dels suports i de l'oposició que va trobar a Catalunya.

## Els suports de la Dictadura a Catalunya

### El suport inicial de la burgesia catalana i de la Lliga Regionalista

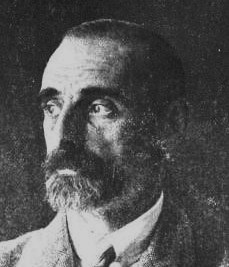
Francesc Cambó, líder de la Lliga Regionalista

En mig d'una situació social amb tensions revolucionàries (creixement del proletariat industrial i la concentració urbana, creació del Partit Comunista d'Espanya el 1921, nombrosos episodis d'enfrontaments entre patrons i obrers, etc.), una crisi econòmica des del 1919 a causa de la contracció dels mercats europeus durant la Primera Guerra Mundial i la commoció de la societat provocada pels fracassos de la política colonial espanyola al Marroc (desastre d'Annual el 1921), es va generar un clima de descontrol i inestabilitat que escapava de les mans del govern de García Prieto.
Des de Catalunya, la Mancomunitat i la Lliga, partit de la burgesia catalana i preeminent a Catalunya, veien amb preocupació un creixement dels moviments radicals d'esquerra i del pistolerisme.
El cop d'estat de Primo de Rivera, Capità General de Catalunya, que comptava amb el suport de la monarquia d'Alfons XIII, de l'exèrcit, de la burgesia i dels medis eclesiàstics, es va veure com l'alternativa per resoldre els problemes de l'Estat, i també va comptar amb el suport de les autoritats catalanes. Puig i Cadafalch, president de la Mancomunitat, no va pactar amb Primo de Rivera abans del cop d'estat, si bé va voler creure en el regionalisme aparent del dictador i que era una bona solució als problemes sense risc per als valors i drets de Catalunya. Puig i Cadafalch va formar part del comitè de comiat que va anar a l'estació del tren quan Primo de Rivera marxava cap a Madrid a prendre el poder d'Espanya, i després del cop d'estat li va adreçar un missatge el 15 de setembre on li oferia un marge de confiança i cert suport.
La transcendència del suport català fa afirmar l'historiador israelià Shlomo Ben Ami, "és a Catalunya on cal buscar els orígens immediats del cop de Primo de Rivera. Va ser allí on la burgesia va crear l'atmosfera histèrica que va envoltar a Primo de Rivera amb l'aurèola de «salvador» i va col·locar la seva rebel·lió, com va fer notar un observador contemporani, en el context general de la reacció antibolxevic que havia aconseguit també a altres països europeus. Cambó, que no va donar suport a la dictadura, havia exposat l'anhel i la responsabilitat de la seva classe per la dictadura: […] «Una societat en la qual el devessall demagògic [sindicalista] posa en greu perill ideals i interessos es resignarà a tot amb tal de sentir-se emparada…»". Juntament amb la «política d'ordre» l'altre element que va segellar l'aliança de Primo de Rivera i la burgesia catalana va ser la promesa de protegir la seva indústria amb l'elevació dels aranzels a les importacions.
Les classes altes catalanes van rebre el cop amb eufòria. Tant la Cambra Oficial d'Indústria de Barcelona com la Cambra Oficial de Comerç i Navegació van saludar al dictador esperant que posés fi «a un estat de coses que es considerava intolerable». El mateix van fer la resta d'organitzacions patronals, com l'Institut Agrícola Català de Sant Isidre que esperava que s'aturessin «els corrents demolidors del dret de propietat». I també els partits polítics catalans conservadors com la Lliga Regionalista o la Unión Monárquica Nacional. Aquesta última es considerava part del «moviment de regeneració» basat en els principis de «pàtria, monarquia i ordre social». Josep Puig i Cadafalch, dirigent de la Lliga i president de la Mancomunitat de Catalunya, va escriure una nota que va ser publicada en els diaris el 19 de setembre en la qual justificava: .. en el dilema entre un fet extralegal i la corrupció [del sistema], optem pel primer. A més la Lliga va donar crèdit a les promeses descentralitzadores que havia fet el general Primo de Rivera, encara que aquestes expectatives es van esvair molt ràpidament.

### La Unió Monàrquica Nacional

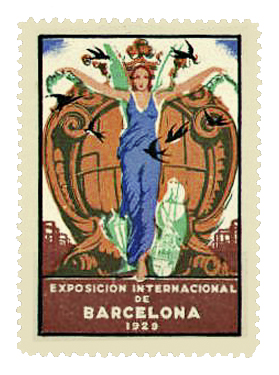
Segell commemoratiu de l'Exposició Internacional de Barcelona de 1929

La Unión Monárquica Nacional (UMN) havia estat fundada el 1919 sota la presidència d'Alfons Sala i Argemí, futur comte d'Egara, per personalitats de dretes que compartien la seva oposició a la Lliga Regionalista de Francesc Cambó, que llavors era el partit hegemònic a Catalunya, al qual acusaven de «separatista». El cop d'estat de Primo de Rivera de setembre de 1923 va rebre el suport de la UMN i li va oferir l'oportunitat de guanyar influència política i posar en pràctica les seves idees sota el nou règim dictatorial.
Quan la Lliga Regionalista va retirar el suport a Primo de Rivera a causa de la seva política anticatalanista, la UMN es va convertir en l'únic suport polític de la Dictadura a Catalunya.
A principis de gener de 1924 Primo de Rivera es va reunir a Barcelona amb alguns dirigents polítics catalans però només va aconseguir la col·laboració de l'espanyolista UMN. Primo de Rivera va nomenar nou president de la Mancomunitat Alfons Sala després d'haver quedat vacant el càrrec a causa de la dimissió de Josep Puig i Cadafalch en senyal de protesta per la política anticatalana de la Dictadura.
Finalment la UMN es va integrar en la Unión Patriótica, el partit únic creat des del poder per proporcionar una base social al projecte del Directori civil que va substituir el Directori militar el desembre de 1925.

## La «pau social» i el desmantellament de la CNT
Les primeres mesures que va prendre el Directori militar van estar encaminades a intentar controlar als Sindicats Únics de la CNT, mitjançant l'ordre que presentessin els seus estatuts, registres i llibres de comptabilitat, i l'empresonament dels seus dirigents i la suspensió de la seva premsa, emparant-se en la llei marcial que havien declarat primer a Catalunya i després a tot Espanya. Mesos més tard, cap al maig de 1924, aprofitant l'oportunitat que li va brindar l'assassinat del botxí de Barcelona, els Sindicats Únics van ser prohibits, la qual cosa va suposar l'enfonsament de la CNT, que estava molt afeblida per la intransigència patronal, el creixement dels Sindicats Lliures, la brutal repressió, el pistolerisme i les pugnes internes dels "anys de plom" (1919-1923).
La prohibició dels Sindicats Únics va concedir un nou protagonisme als Sindicats Lliures, ja que moltes organitzacions obreres es van integrar en ells per continuar existint, encara que el nombre d'afiliats dels Lliures -uns 100.000 el 1925; uns 190.000 el 1929-, mai van aconseguir als de la CNT abans de 1923 (400.000 el 1919). Quan el 1930 la CNT va ser legalitzada per la "Dictablanda" de Berenguer les organitzacions obreres que s'havien adherit als Lliures van retornar a la CNT.

## La política anticatalanista: neutralitzar la «desespanyolització» de Catalunya

### La persecució de la llengua i de la cultura popular catalanes
En el Manifest del 13 de setembre que va justificar el cop d'estat de Primo de Rivera ja es feia referència a la descarada propaganda separatista. Cinc dies després el Directori promulgava el Decret de 18 de setembre de 1923 contra el «separatisme», que castigava amb severes penes «els delictes contra la seguretat i unitat de la Pàtria i els qui tendeixin a disgregar-la, restar-li fortalesa i rebaixar el seu concepte», i que serien jutjats per tribunals militars, tal com establia la Llei de Jurisdiccions de 1906. Es prohibia hissar o ostentar «banderes que no siguin la nacional», «la difusió d'idees separatistes per mitjà de l'ensenyament», l'ús del català «en els actes oficials de caràcter nacional o internacional» i s'obligava les corporacions locals i provincials a portar els llibres de registre i d'actes en castellà.
Segons l'historiador González Calleja, el decret va ser el resultat de les pressions de la Junta de Defensa d'Infanteria encapçalada pel coronel Godofredo Nouvilas sobre Primo de Rivera, que havia promès reactivar la vida regional. En el si del Directori es va imposar "la tendència centralista que entenia el fet diferencial català com a oposat radicalment al projecte nacionalista espanyol que es buscava patrocinar des del poder". El també historiador Shlomo Ben Ami, afegeix que "el canvi de posició de Primo de Rivera cap a l'anticatalanisme es va deure també a "la dinàmica interna del seu règim dictatorial. Cap dictadura digna del seu nom pot permetre's l'aplicació de conceptes com els de descentralització i autonomia, incompatibles amb l'existència mateixa del seu esperit, ja que comporten una disminució del poder dictatorial".
En els mesos i anys següents es va aplicar aquesta política –el lema de la qual, encunyat pel mateix Primo de Rivera, era Espanya una, gran i indivisible-, que pretenia eliminar l'especificitat de Catalunya, per «neutralitzar i contrarestar per l'acció del govern la labor de desespanyolització que es va fent amb constància per part de certs sectors polítics a Catalunya». El principal executor va ser el capità general de Catalunya, el general Emilio Barrera, que va actuar com a ministre universal de Primo de Rivera. Així es van clausurar centres polítics «separatistes», i es va empresonar els militants dels partits nacionalistes catalans, inclosos alguns sacerdots. Només deu dies després del cop ja havien estat tancades a Barcelona 28 seus, entre les quals hi havia la d'Acció Catalana o la del Centre Autonomista de Dependents del Comerç i de la Indústria (CADCI). A més, molts alcaldes van ser destituïts per haver tolerat o exhibit la bandera catalana, alguns periodistes van ser bandejats, diverses publicacions van ser multades o suspeses i algunes tancades, i la censura de premsa es va aplicar fermament.

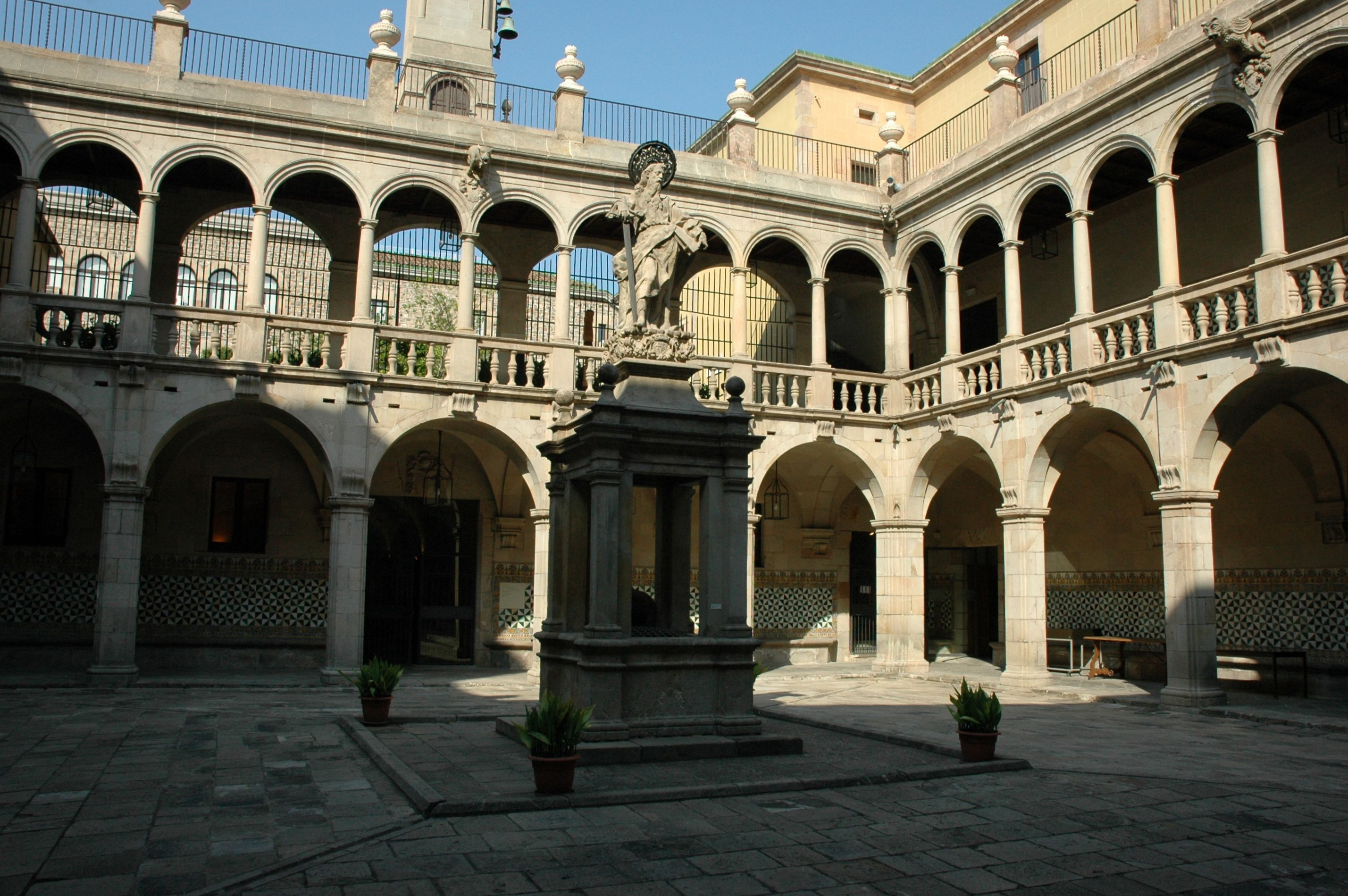
Seu del Institut d'Estudis Catalans

Qualsevol manifestació popular de la identitat catalana va ser suprimida. Es va prohibir hissar la Senyera, cantar l'himne d'Els Segadors o usar el català en actes oficials, i es va limitar el ball de sardanes —les multes podien arribar a les 5.000 pessetes—. Es van castellanitzar de forma arbitrària els noms de carrers i pobles —de vegades caient en el ridícul: la plaça de Sant Vicenç de Sarrià es va convertir en San Vicente Español—, es va obligar a publicar en castellà els anuncis de les obres teatrals i es van perseguir entitats culturals i socials com el Centre Català, la institució religiosa-cultural dels Pomells de Joventut, l'Ateneu Barcelonès, l'Ateneu Enciclopèdic Popular, l'Associació Protectora de l'Ensenyança Catalana, les biblioteques populars, les societats excursionistes, musicals i esportives, els Jocs Florals (que van passar a celebrar-se a França) o els cursets escolars en llengua catalana. També el FC Barcelona, l'Orfeó Català, l'Institut d'Estudis Catalans, el Col·legi d'Advocats de Barcelona o l'Escola Industrial van veure limitades les seves activitats. Així mateix es va prohibir als comerciants que anunciessin els seus productes en català i el gener de 1928 es va ordenar a la premsa que no traduís al català les "notes oficioses" del Directori civil.
Una Circular de la Direcció general d'Ensenyament Primari del 27 d'octubre de 1923 va imposar l'ensenyament exclusiu en castellà —es recordava als inspectors l'obligació «d'ensenyar la llengua castellana a les seves respectives escoles i de donar l'ensenyament en el mateix idioma» vigilant estrictament els mestres en aquest punt—, una altra de final d'any prohibia l'ensenyament del català als centres mantinguts per l'Estat i una tercera, del 15 de febrer de 1924, va facultar els inspectors d'educació perquè poguessin suspendre de sou i de feina els mestres que incomplissin la norma i fins i tot clausuressin els centres escolars, tant públics com a privats, on treballessin. D'aquesta política repressiva de qualsevol manifestació de la identitat catalana ni tan sols se'n va deslliurar l'Església. Desenes de sacerdots van ser detinguts acusats de «separatisme», uns altres van ser allunyats de Catalunya –inclòs el bisbe de Barcelona Josep Miralles, que va ser traslladat a la diòcesi de Mallorca- i l'Acadèmia Catòlica de Sabadell va ser clausurada. Quatre anys més tard un decret de desembre de 1928 va prohibir a les escoles ensenyar cap assignatura que no estigués inclosa al programa oficial aprovat pel Ministeri d'Instrucció Pública, la qual cosa suposava deixar fora de l'escola la història i la cultura catalanes.
La política de persecució del catalanisme va generar nombrosos conflictes amb diverses institucions i entitats que es resistien a acceptar-la (Ateneu Barcelonès, Ateneu Enciclopèdic Popular, Orfeó Català, Orfeó Gracienc, CADCI, Futbol Club Barcelona, etc.), i més d'un centenar van acabar sent clausurades temporalment o definitivament. També fou el cas d'algunes seus de la Lliga Regionalista i del seu periòdic, La Veu de Catalunya. També van ser suspesos temporalment altres periòdics com La Vanguardia, La Publicitat, La Nau, El Matí o Las Noticias, i revistes d'humor o publicacions infantils.
A iniciativa d'Ángel Ossorio i Gallardo i d'Eduardo Gómez Baquero, el març de 1924 més d'un centenar d'intel·lectuals castellans van signar un manifest de solidaritat amb la llengua catalana, redactat per Pedro Sáinz Rodríguez, per primera vegada en la història. Aquest manifest va ser seguit de dos més signats per intel·lectuals catalans, un d'encapçalat per Pere Rahola i un altre per Angel Guimerá. El 1927 Ernesto Giménez Caballero va muntar a Madrid una exposició dedicada al llibre català en la qual es van mostrar sis mil títols.
Els manifestos no van tenir cap efecte sobre la política de la Dictadura a Catalunya, com es va poder comprovar quan el capità general Barrera, encoratjat per Primo de Rivera, va crear a Barcelona una Junta d'Acció Ciutadana, encarregada, entre altres coses, d'impedir l'ús del català a les esglésies i de vigilar les activitats proselitistes dels religiosos i les associacions catòliques catalanes. A principis de setembre, en una visita que va fer a Barcelona, el rei Alfons XIII en un discurs pronunciat davant els alcaldes catalans va manifestar:
| « | I és natural que protesteu, ferits d'aquella afirmació nascuda de falsos historiadors, que obliden que la unitat nacional espanyola, a diferència de la d'altres pobles, no és producte de la força, sinó fruit de l'amor, de l'amor que va unir en matrimoni els Reis Catòlics d'Aragó i de Castella | » |

Coincidint amb el viatge del rei a Barcelona, el govern va prohibir l'execució pública de la sardana La Santa Espina per haver-se convertit «en himne representatiu d'odioses idees i criminals aspiracions, escoltant la seva música amb el respecte i reverència que es tributen als himnes nacionals».
No obstant això, l'alta cultura en català no va ser tan perseguida. Com ha destacat l'historiador Josep M. Roig i Rosich, "un sermó publicat en català era objecte de persecució i fins i tot d'empresonament, mentre que la Història Nacional de Catalunya de Rovira i Virgili es publicava sense traves". Segons aquest historiador "aquesta aparent contradicció" pot atribuir-se "a un cert menyspreu [cap a l'alta cultura], a una tolerància forçada o calculada, al tarannà capritxós del mateix Primo de Rivera", però evidencia "uns criteris selectius intencionats que apunten a una clara intransigència per les manifestacions populars catalanes predominants" i "a una condescendència per les activitats culturals més elevades o minoritàries, inofensives o poc perilloses". Així van sorgir noves editorials dedicades exclusivament al llibre en català com Barcino, Llibreria Catalonia o Proa —el 1930 es van publicar 308 nous títols. També van aparèixer nous diaris en català —Barcelona va passar de dos el 1923 a 15 el 1930— i revistes, com la Revista de Catalunya, Mirador i La paraula cristiana.

### La dissolució de la Mancomunitat
El 24 de desembre de 1923 va dimitir el president de la Mancomunitat de Catalunya, Josep Puig i Cadafalch en senyal de protesta per la política anticatalana de la Dictadura, i es va autoexiliar a França. El 12 de gener de 1924 Primo de Rivera va dissoldre totes les diputacions provincials, excepte les forals, la qual cosa va suposar la virtual dissolució de la Mancomunitat, ja que segons Primo de Rivera el regionalisme podia contribuir a «desfer la gran obra d'unitat nacional». Immediatament després van ser designats pels governadors civils els nous diputats provincials, tots ells espanyolistes i el líder de la Unión Monárquica Nacional, Alfons Sala i Argemí, comte d'Egara, va passar a presidir la Mancomunitat.
En el discurs de presa de possessió Alfons Sala va dir:
| « | Tenim nosaltres el deure consciència d'ajudar el Directori en l'obra de regeneració del país; tenim nosaltres, com a catalans, l'íntim deure de consciència de fer tot el possible perquè, d'una vegada, es canalitzin aquests problemes que agiten encara la vida de Catalunya i que han posat moltes vegades en commoció la vida d'Espanya | » |

No obstant això pocs mesos després d'estar al capdavant de la Mancomunitat van començar les tensions entre Sala i Primo de Rivera, ja que el dictador va començar a qüestionar l'existència mateixa de la Mancomunitat, perquè temia que en altres mans, «tendencioses», fora l'embrió d'«un petit Estat», «capaç de danyar Espanya». Així ho va exposar Primo de Rivera a Sala en una carta que li va enviar a l'agost de 1924.
Les crítiques del dictador es van refermar en els primers mesos de 1925. Al març va parlar clarament del «fracàs de la Mancomunitat com a òrgan polític permanent, deliberant i executiu». i aquest mateix mes va aprovar l'Estatut Provincial de 1925 que suposava la supressió de facto de la Mancomunitat, les competències de la qual ja havien estat retallades per l'Estatut Municipal de 1924. L'Estatut Provincial, com ha destacat Eduardo González Calleja, "va ser un fidel reflex del canvi d'actitud de Primo de Rivera des del foment inicial del sa regionalisme fins a la seva hostilitat final cap a qualsevol amenaça al nacionalisme centralista espanyol". Així va quedar reflectit en la nota oficiosa que va acompanyar a la promulgació de l'Estatut Provincial, en la qual es posava com a exemple del regionalisme mal entès a la Mancomunitat de Catalunya:
| « | Reconstruir des del Poder la regió, reforçar la seva personalitat exaltar l'orgull diferenciat entre les unes i les altres és contribuir a desfer la gran obra de la unitat nacional, és iniciar la disgregació, per la qual sempre hi ha estímul en la supèrbia o l'egoisme dels homes. […] Hem passat per un assaig d'aquest especial regionalisme amb la mancomunitat de Catalunya, i ell ha conduït a tal grau d'un mal entès predomini del sentiment regional que, contra el que es deia que era compatible amb el de la Pàtria gran, ho hem vist galopar desbocadament cap al nacionalisme i el separatisme, fent passar als catalans amants d'Espanya hores d'amargor i humiliació, i als espanyols tots [hores] d'inquietud i descoratjament. | » |

Després de la promulgació de l'Estatut Provincial, Alfons Sala va intentar mantenir encara certes funcions de la Mancomunitat al capdavant de la comissió de coordinació de les quatre diputacions provincials, però va dimitir el 22 d'abril de 1925. El nou president de la Diputació de Barcelona, Josep Maria Milà i Camps, comte de Montseny, va presidir la "Comissió gestora interina dels serveis coordinats" que va ser l'encarregada de liquidar els últims assumptes de la Mancomunitat.
La Diputació de Barcelona es va convertir llavors en el principal instrument de la política de la Dictadura a Catalunya, comptant amb el comte de Montseny en la presidència i amb el comte de Fígols a la vicepresidència. La Diputació de Barcelona va desplegar una campanya espanyolista que incloïa conferències patriòtiques, cerimònies d'exaltació d'Espanya i cursos de ciutadania.

## La resistència a la Dictadura
Després de la desaparició de la Mancomunitat, les declaracions de Primo de Rivera sobre la cultura, la identitat, l'idioma i les institucions de Catalunya van anar creixent en virulència, manifestant-se totalment contrari a qualsevol tipus d'autonomia regional. Com ha assenyalat la historiadora Genoveva García Queipo de Llano, "Primo de Rivera va ofendre no només a grups polítics sinó a la totalitat de la societat catalana". Així es va anar produint un distanciament cada vegada major entre Catalunya i la Dictadura, augmentant progressivament els conflictes.

### La resistència de les entitats professionals, cíviques i socials

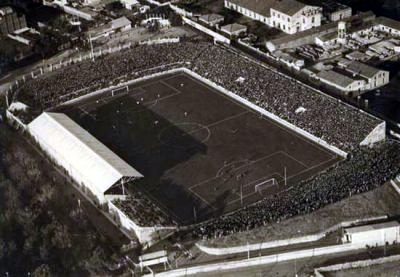
Camp de les Corts del FC Barcelona el 1930. Allí va tenir lloc un acte de protesta contra la Dictadura i la Monarquia durant la interpretació de la Marxa Reial en l'acte previ a la disputa d'un partit amistós de futbol. El camp va ser clausurat durant sis mesos.

Un dels sectors que primer i de forma més ferma va reaccionar contra la política de la Dictadura va ser el Col·legi d'Advocats de Barcelona que es va negar a obeir l'ordre que la Guia Judicial anual en la qual apareixien tots els advocats col·legiats es publiqués en castellà, i no en català. Per posar fi al conflicte del Col·legi d'Advocats de Barcelona amb la Dictadura de Primo de Rivera, després de dos anys en què cap de les dues parts cedia, la Dictadura va recórrer a la força i al març de 1926 va destituir a la Junta de govern del col·legi i va bandejar als seus membres fora de Catalunya, substituint-la per una Junta afí. Però dos mesos després es va veure obligada a deixar-los tornar a Barcelona, encara que la Junta no seria reposada en les seves funcions fins al final de la caiguda de la Dictadura —la resta dels seus col·legues col·legiats van retre un homenatge al març de 1930 als membres de la Junta que «van saber mantenir el prestigi i la dignitat del Col·legi d'Advocats».
Els que protestaven van aprofitar els pocs marges de llibertat que deixava la Dictadura. Una de les protestes més sonades va ser la que va tenir lloc el 14 de juny de 1925 durant un partit amistós de futbol entre el FC Barcelona i el Club Esportiu Júpiter per celebrar la reeixida gira europea de l'Orfeó Català. Per amenitzar l'acte es va convidar a la banda de música de l'esquadra britànica, que va tocar el God Save the Queen i la Marxa Reial; la primera peça va ser aplaudida efusivament i xiulada la segona. Deu dies després, el governador civil, el general Joaquim Milans del Bosch, va suspendre indefinidament les actuacions de l'Orfeó i va clausurar el Camp de les Corts durant sis mesos. A més el president del FC Barcelona, el suís Joan Gamper, va ser obligat a deixar el càrrec i a abandonar Espanya per un temps.
Una altra forma de resistència va ser portar el «cas català» davant els organismes internacionals. Amb aquesta fi, Acció Catalana va redactar un manifest que va ser presentat a la seu de la Societat de Nacions a Ginebra en el qual es denunciava la repressió que estava sofrint Catalunya i demanava la celebració d'un referèndum a favor de l'autonomia catalana sota la supervisió d'aquesta organització internacional. La iniciativa va tenir poca repercussió, però li van seguir unes altres, com les que es van dur a terme davant el Congrés de Nacionalitats europees o davant la Comissió de Minories de l'Assemblea General de la Unió Internacional d'Associacions Pro Societat de Nacions, i que es mantindrien fins al final de la Dictadura.

### El conflicte amb el clergat català
La política anticatalanista de Primo de Rivera també va topar amb l'Església catòlica de Catalunya. Els bisbes encapçalats per l'arquebisbe de Tarragona, Francesc Vidal i Barraquer, i pel bisbe de Barcelona Josep Miralles, es van negar a ordenar als rectors que prediquessin en castellà. La decisió de Primo de Rivera "de suprimir l'ús de la llengua catalana, fins i tot en la litúrgia, aviat va convertir al clergat català —com anava a succeir amb el clergat basc i l'Església catalana sota el franquisme — en el campió de les llibertats regionals i de l'autonomia cultural", afirma Shlomo Ben Ami.
A finals de 1923 Primo de Rivera ja li havia comunicat al president de la Macomunitat Josep Puig i Cadafalch la seva intenció de «recórrer a Roma amb la finalitat de què prohibís predicar en català». Però en principi no va aconseguir que el Papa ho aprovés pel que va recórrer a la pressió sobre els bisbes catalans per aconseguir-ho, comptant amb el ple suport de la resta de l'Església espanyola. L'arquebisbe de Tarragona, cardenal Vidal i Barraquer va ser el que va sostenir el pols amb la Dictadura sobre aquest tema, la qual cosa li va portar a deixar de donar suport al nou règim, tot i que l'havia beneït inicialment. Ho va deixar palès en diverses ocasions, com al febrer de 1925 en què en una reunió en suport al rei, va deixar clar que la seva presència allí estava motivada simplement per la «afirmació del principi d'autoritat i de l'ordre social, familiar i religiós», per afegir a continuació: «Hem de col·laborar amb l'Estat.. [però] l'Església com a Església, l'Estat com a Estat, el municipi com a municipi, el gallec com a gallec, el català com a català, el valencià com a valencià». Aquest distanciament del règim li va valer el qualificatiu d'antiespanyol.
La Dictadura va recórrer a tots els mitjans al seu abast per doblegar al clergat català. Va fracassar en el seu intent que Vidal i Barraquer fos destinat a una diòcesi de fora de Catalunya, però va aconseguir que les seus catalanes que van quedar vacants anessin ocupades per prelats espanyolistes. També va intentar que els sacerdots catalans —que segons la Dictadura mostraven una «actitud conspiradora»— fossin traslladats «a Andalusia abans que puguin produir efectes les seves maniobres», i mentrestant els va sotmetre a una persecució tenaç. Va nomenar una denominada Junta Ciutadana de Barcelona perquè vigilés als sacerdots «separatistes», que no va vacil·lar a acomiadar a un professor d'un seminari, sense consultar al bisbe de Barcelona, perquè en el mateix predominava el «catalanisme exaltat». També va intentar canviar el nom d'una institució eclesiàstica catalana anomenadaFoment de la Pietat Catalana pel de Foment de la Pietat de Catalunya. Primo de Rivera va arribar a dir-li a Vidal i Barraquer:
| « | Volem que Roma es decideixi francament per nosaltres o per Catalunya, i si no volen ajudar-nos, donarem els passaports al nunci i ens anirem a la constitució d'una Església nacional | » |

El febrer de 1928 els bisbes catalans es van reafirmar en la seva posició de no prohibir l'ús de la llengua catalana, la qual cosa va motivar que alguns sectors del catolicisme espanyol, com el representat pel diari jesuïta El debate comencessin a deixar de donar suport a la Dictadura en aquest tema. Primo de Rivera va redoblar llavors les pressions sobre el Vaticà, pel que va enviar a Roma a l'almirall Magaz, que havia estat membre del Directori militar. A la fi de 1928 la Santa Seu va cedir. Segons Shlomo Ben Ami, "el Vaticà havia decidit sacrificar l'ala extremista del particularisme català amb la finalitat de salvar les seves relacions congènites amb el règim més fervorosament catòlic —de fet, ultramuntà — d'Europa". El desembre de 1928 Roma va enviar als bisbes catalans unes instruccions que legitimaven la política de la Dictadura –per exemple, es va prohibir que cap professor catalanista ensenyés en els seminaris i que cap persona amb aquestes idees pogués ingressar en ells- encara que, com havia de complir la regla explícita del Concili de Trento que el catecisme havia d'ensenyar-se en la llengua vernacla, no va prohibir totalment l'ús del català, sinó que va estipular que en el seu ensenyament se subratllés l'amor per la «pàtria gran», tal com va establir en una ordre de la Sagrada Congregació del Concili del 4 de gener de 1929 en la qual es deia que en cap circumstància havia de permetre's que l'amor a la pàtria petita (Catalunya) infringís les lleis canòniques i negués l'amor a la pàtria gran, Espanya.
Shlomo Ben Ami conclou:
| « | L'amarga reacció de l'episcopat català a les ordres del Vaticà va reflectir clarament la importància de l'èxit de Primo de Rivera en aconseguir que el Vaticà legitimés la seva política unitària. Al dictador li hagués agradat, sens dubte, que es prohibís completament el català, però el seu compromís amb el papa justificava que se sentís satisfet. El particularisme català només aconseguia a Roma un suport molt limitat. Cambó, un altre dels prominents catalans que havia donar suport a la dictadura i que es va desil·lusionar, veia ara amb tristesa com l'Església, contradient totes les seves tradicions, s'havia posat al costat de la força contra el dret. Això, temia, podia tenir per resultat una erupció de l'anticlericalisme quan acabés la dictadura | » |

### El renaixement del catalanisme: la "Catalunya endins"

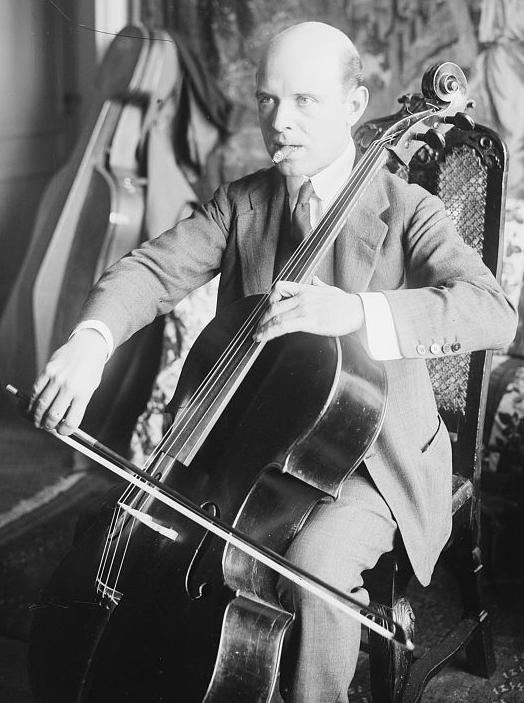
Pau Casals va fundar el 1926 l'Associació Obrera de Concerts

Segons Eduardo González Calleja, "la persecució oficial a la cultura catalana es va traduir paradoxalment en un renaixement de la cultura autòctona gràcies a la iniciativa privada i al mecenatge particular", que es va traduir en el foment d'"activitats diverses, com les conferències als ateneus populars, les societats excursionistes, les corals o les associacions religioses".
Així doncs, es va produir la paradoxa de què l'impacte de la Dictadura en la cultura catalana fos positiu, ja que, un cop frenada l'activitat política, alguns intel·lectuals van reprendre l'embranzida catalanista divulgativa a través de la defensa de la llengua i de la cultura. A la repressió de la Dictadura es va respondre amb un enginy i una capacitat creativa molt eficaç i amb una crítica irònica i ridiculizadora que van buidar de sentit l'etapa dictatorial.
Al cap de pocs mesos del cop d'estat ja es van engegar diverses iniciatives culturals importants, com la llibreria Catalonia, l'editorial Barcino, la fundació Bernat Metge i la Revista de Catalunya, acompanyades del nomenament de Pompeu Fabra com a president de l'Ateneu Barcelonès. En els anys següents es van incrementar, amb l'aparició dels diaris La Nau (1927) i El Matí (1929), o de revistes com Paraula Cristiana (1925), Criterion (1925), Revista de poesia (1925), L'Amic de les Arts (1926), La Nova Revista (1927),  Arts i Lletres (1927), L'Opinió (setmanari, 1928) i Mirador (1929), i de revistes infantils com El noi català (1927) i Jordi (1928). També es van crear noves editorials com Editorial Alpha (1926) o Edicions Proa (1928).
Al mateix temps va haver-hi moltes iniciatives en l'àmbit de la cultura popular a través dels ateneus populars, les societats excursionistes, les societats corals i musicals — Pau Casals va fundar el 1926 l'Associació Obrera de Concerts—, les associacions religioses, i tota mena de centres cívics i culturals no clausurats per la Dictadura. "Amb aparents títols o temes literaris es van encobrir veritables lliçons polítiques, lògicament cada vegada més reprimides", afirma Josep M. Roig i Rosich. Un altre dels mitjans utilitzats per difondre la cultura específicament catalana va ser el teatre que va viure un gran auge durant aquests anys.
El fet que l'alta cultura fos bastant respectada va permetre un creixement i una difusió molt notables, amb un acostament dels intel·lectuals a sectors més populars mitjançant conferències, premsa i teatre. Alguns intel·lectuals van sintetitzar aquesta política amb la consigna Catalunya endins!, representant que "Catalunya es va recloure en ella mateixa per afirmar-se i poder catapultar-se cap a davant" i així "la cultura a Catalunya es convertirà en cultura catalana i l'intel·lectual adquirirà un protagonisme polític significatiu per la ressonància popular de la seva tasca i perquè a través d'ella persistirà i es divulgarà una afirmació política inviable per altres camins", segons afirma Josep M. Roig.

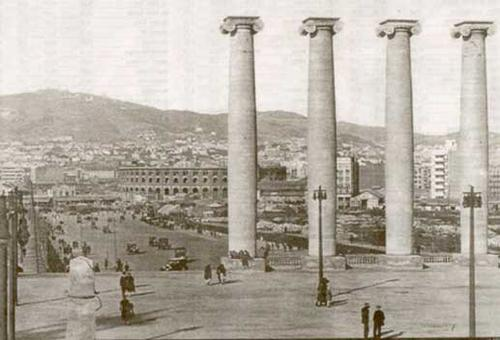
Les quatre columnes que representaven les quatre barres de la bandera catalana, obra de l'arquitecte Puig i Cadafalch per a l'Exposició Internacional de Barcelona (1929)
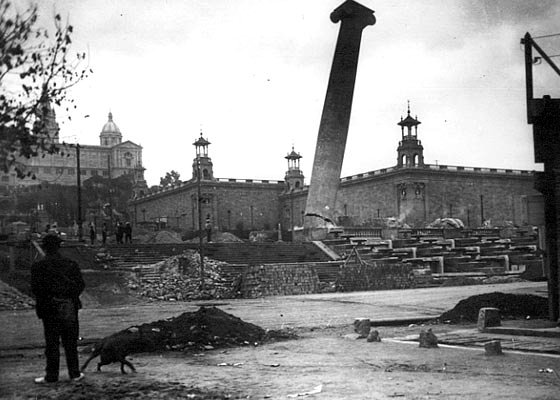
Enderrocament de les columnes per ordre de Primo de Rivera
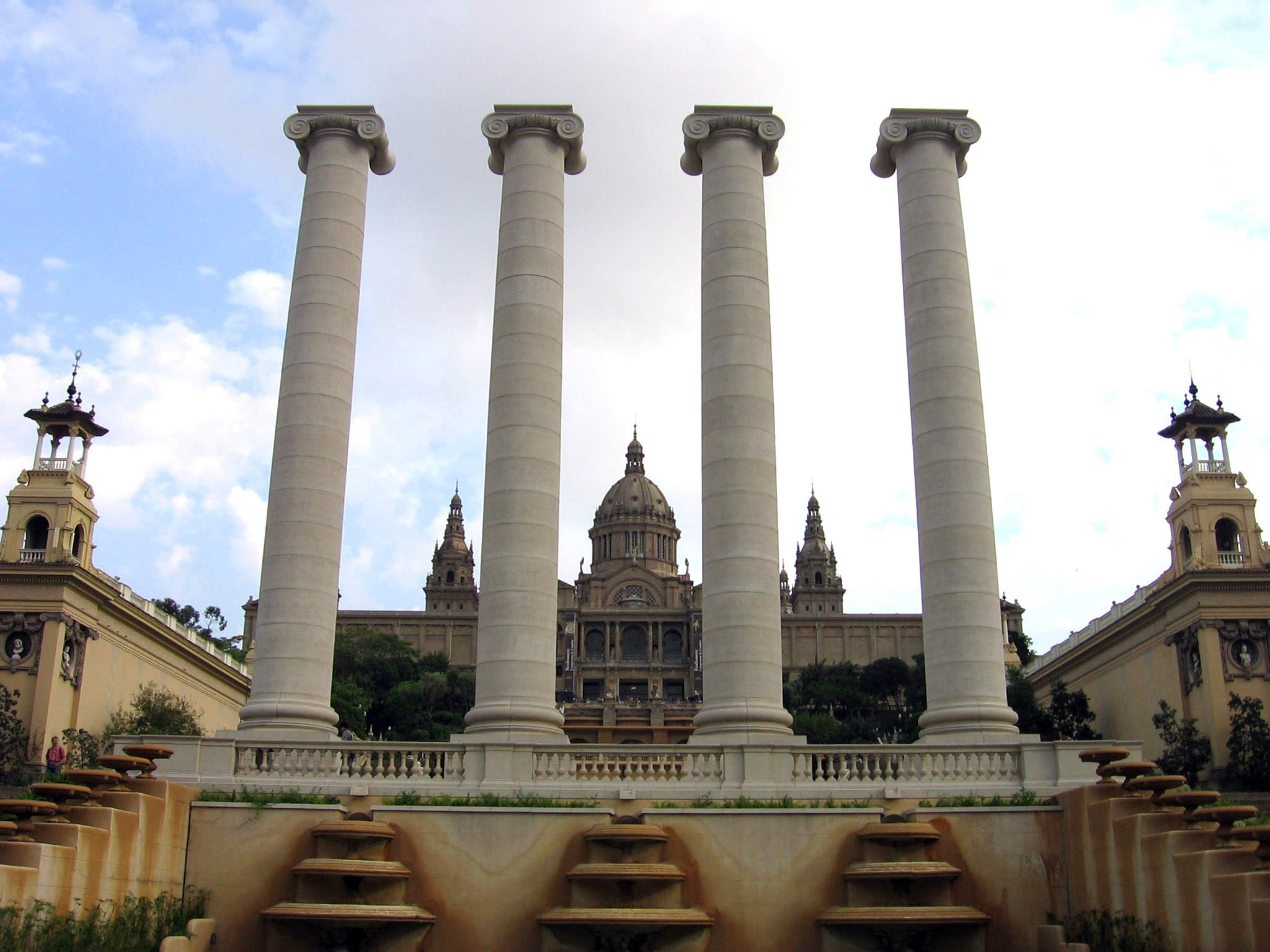
Les quatre columnes van ser reconstruïdes i situades prop del seu emplaçament original el 2011
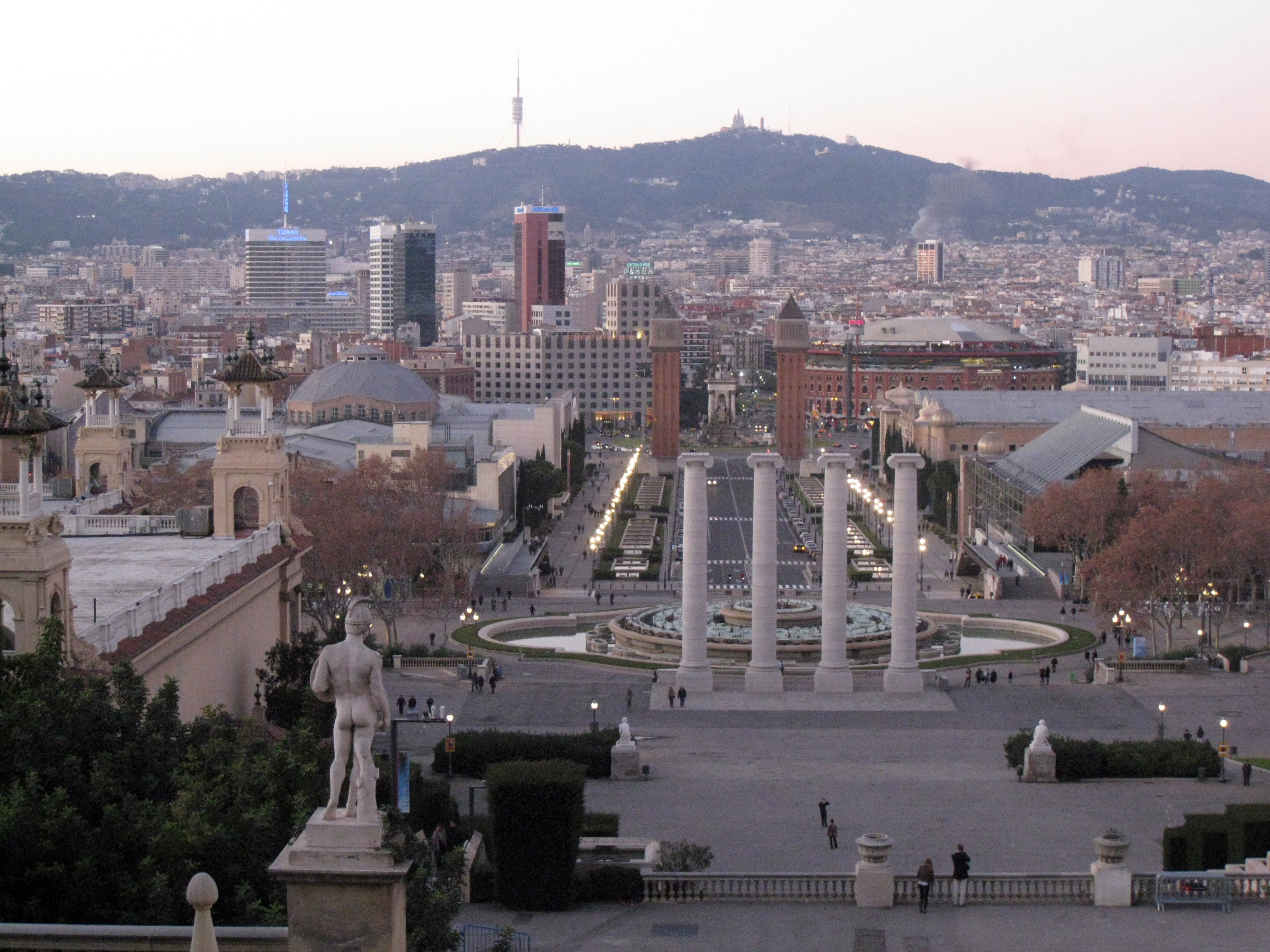
Les quatre columnes en l'actualitat vistes des del Palau de Montjuïc

## L'oposició política a la Dictadura a Catalunya

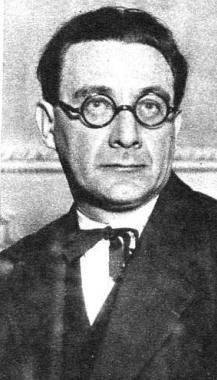
Lluís Nicolau i d'Olwer, líder d'Acció Catalana

La implantació de la Dictadura de Primo de Rivera va suposar la desaparició com a associacions legalment constituïdes dels partits polítics nacionalistes catalans i la prohibició de tots els actes que pretenien organitzar. En el cas d'Acció Catalana, com ha assenyalat Montserrat Baras, durant aquest període "únicament es pot parlar d'accions aïllades d'individus o de nuclis de notables i el manteniment de connexions basades principalment en relacions personals". La raó d'això, segons aquesta historiadora del dret, resideix en "el fet que Acció Catalana al moment de la seva constitució no pretengués formar un partit polític [el que] fa que la seva estructura com aplec de patriotes sigui feble i no resisteixi la il·legalitat". Això és el que explica també que els dirigents d'Acció manifestin el seu rebuig a la Dictadura de diferents formes. El president Jaume Bofill i Mates, líder de l'ala moderada d'Acció, es va exiliar voluntàriament a París abandonant qualsevol tasca de direcció política, però sense renunciar a l'activisme catalanista. Nicolau d'Olwer, que va assumir la direcció d'Acció després de l'exili de Bofill i Mates, va realitzar la notable tasca de mantenir la connexió entre tots els dirigents de l'organització, i a més va portar el «cas català» a la Societat de Nacions —va aconseguir que Acció participés en representació de Catalunya en els Congressos de les Minories Nacionals Europees a partir del segon celebrat el 1926. Però el sector més republicà i més socialment avançat d'Acció, encapçalat per Antoni Rovira i Virgili, es va anar distanciant de l'organització, creant el 1927 un periòdic propi La Nau, del que sorgiria poc després de la caiguda de Primo de Rivera un nou partit anomenat Acció Republicana de Catalunya.

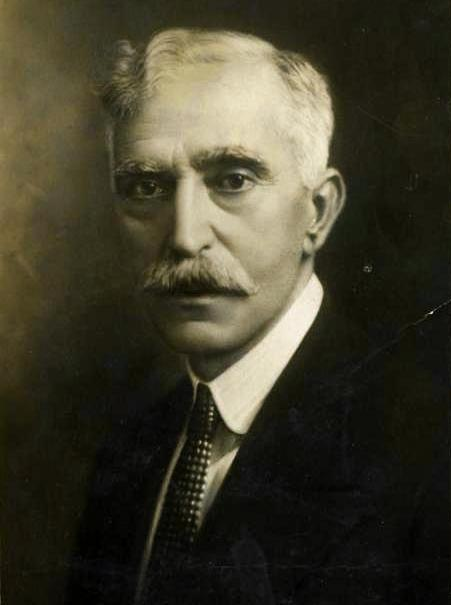
Francesc Macià, líder d'Estat Català i del Complot de Prats de Molló

Quant a l'altra força política que havia assumit el lideratge nacionalista català, l'Estat Català, el cop de Primo de Rivera va reafirmar la seva aposta per la via insurreccional. El líder d'Estat Català Francesc Macià ho va exposar clarament el 7 l'octubre de 1923 poc abans de fugir a la Catalunya Nord quan va explicar que el principal objectiu del seu partit era formar una gran coalició amb les organitzacions obreres i els partits republicans catalans, i amb els nacionalistes radicals bascos i gallecs, per dur a terme un moviment subversiu que acabés amb la Dictadura. Amb aquest objectiu es van formar els primers escamots, es va fundar a París un Comitè Separatista Català, que faria les funcions de quarter general de la insurrecció, i es va començar a recaptar fons per a la compra de material de guerra. En el plànol internacional Macià va contactar amb diversos moviments de nacions sense estat europeus i amb els nacionalistes filipins per formar una Lliga de Nacions Oprimides, constituïda el setembre de 1924, que actuaria com a centre de propaganda i com a grup de pressió davant la Societat de Nacions.
El gener de 1925 Macià es va reunir a París amb representants de la CNT i amb els nacionalistes radicals bascos aberrians (que llavors controlaven el PNB) per organitzar un alçament simultani a Catalunya i al País Basc, que seria recolzat amb mobilitzacions en altres regions espanyoles que comptarien amb el suport d'alguns militars. D'aquella reunió va sorgir l'anomenat Pacte de la Lliure Aliança pel qual es creava un Comitè General Revolucionari, o Comitè d'Acció, que seria el que dirigiria l'aixecament. Per finançar l'operació es va emetre un emprèstit, anomenat emprèstit de Pau Claris, per valor de prop de nou milions de pessetes, i entre abril i agost milicians dels escamots van establir diversos dipòsits d'armes en la rodalia de la frontera franc-espanyola.
Al juny grups clandestins d'Estat Català i d'Acció Catalana van organitzar l'anomenat complot de Garraf, un atemptat fallit contra els reis d'Espanya en les costes de Garraf, i que impulsat des de l'exterior per Daniel Cardona, un dirigent d'Estat Català cada vegada més crític amb l'estratègia de Macià i que el novembre abandonaria el partit.
A l'octubre de 1925, després d'incorporar els comunistes al Pacte de la Lliure Aliança, Macià va viatjar a Moscou per captar el suport del govern soviètic i del Komintern. Va aconseguir la promesa d'una ajuda econòmica (400.000 pessetes) i militar, però aquesta mai va arribar i els comunistes van sortir de la Lliure Aliança.
A mitjan 1926 Macià va decidir dur a terme la invasió de Catalunya amb un petit exèrcit integrat per escamots. El pla consistia a penetrar per Prats de Molló, al Vallespir, i després de la presa d'Olot convergir sobre Barcelona, on simultàniament es declararia la vaga general i, amb la col·laboració d'una part de la guarnició, es proclamaria la República catalana. S'esperava que aquesta proclamació provoqués aixecaments en altres regions espanyoles.
Durant els preparatius Macià va entrar en contacte amb un grup d'exiliats italians encapçalat pel coronel Riciotti Garibaldi, net de l'heroi de la unificació italiana. Però Garibaldi no era un combatent antifeixista sinó un agent doble al servei de la policia política de Mussolini. Per aquesta via van arribar a coneixement de Primo de Rivera alguns detalls de l'operació.

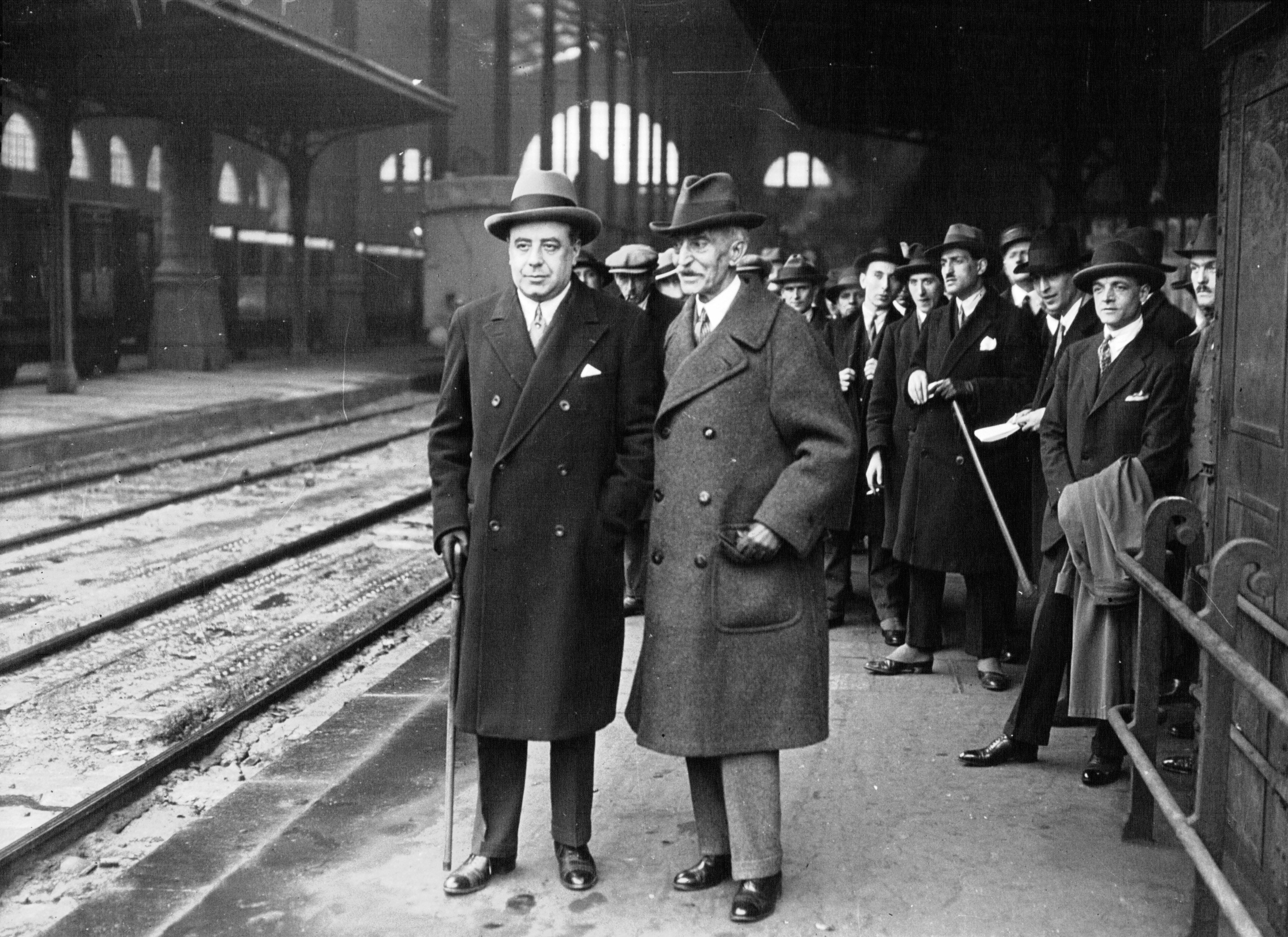
Francesc Macià (dreta) amb el seu advocat (esquerra) a punt d'abandonar París després del judici pel fracassat complot de Prats de Molló

Macià va donar l'ordre de mobilització el 29 d'octubre i es va instal·lar en una casa de camp propera a Prats de Molló. Però la policia francesa estava sobre avís, pel que sembla per una filtració procedent del grup de Garibaldi, per la qual cosa no va tenir moltes dificultats per detenir prop de la frontera espanyola entre els dies 2 i 4 de novembre a la majoria del més d'un centenar d'homes compromesos en la invasió. Macià va ser detingut a la casa de camp que ocupava el dia 4. Mentrestant a Barcelona la policia espanyola, que també estava sobre avís, va detenir a altres membres d'Estat Català implicats en el complot. Macià, juntament amb altres 17 detinguts per la policia francesa, va ser jutjat a París el gener de 1927 i, posteriorment, bandejat a Bèlgica.
Malgrat el fracàs, el complot va tenir un ampli ressò internacional el que va provocar, segons González Calleja, que obtingués "una inesperada dimensió a l'època" i donés "origen al persistent mite de l'Avi [Macià], precisament al moment de més baixa popularitat de la Dictadura i els seus còmplices a Catalunya". Macià va desenvolupar a partir de llavors una febril activitat propagandística de la "causa catalana". El desembre de 1927 va iniciar un viatge per Amèrica Llatina, que va culminar a Cuba, on l'octubre de 1928 va convocar una autodenominada Assemblea Constituent del Separatisme Català, de la qual sorgiria el Partit Separatista Revolucionari Català que va aprovar la Constitució Provisional de la República Catalana. En l'Assemblea es va decidir també que el mètode de lluita seguiria sent l'alçament armat dels catalans, encara que després del fracàs del cop d'estat de gener de 1929 encapçalat per José Sánchez Guerra, Macià va decidir abandonar el projecte de realitzar una nova invasió des de la frontera i va apostar per organitzar una insurrecció a l'interior de Catalunya, vinculada a les diverses conspiracions antidictatorials i antimonàrquiques que llavors s'estaven gestant.

## Conclusió
La política anticatalanista de la Dictadura va fracassar com ho prova que «els sectors monàrquics fins a aquell moment poc sensibles a les reivindicacions catalanistes, a la caiguda del dictador es van apressar a canviar d'imatge... El nou president de la Diputació de Barcelona, el monàrquic regionalista Joan Maluquer i Viladot, va restablir l'ús del català en les sessions públiques, va demanar l'ampliació de l'amnistia, va restituir a tots els funcionaris deposats i va intentar promoure una opció descentralitzadora més àmplia que la Mancomunitat, fracassada per l'oposició de les altres forces polítiques, mentre recorrien els carrers multitudinaris manifestacions exigint l'autonomia i l'amnistia. En resum, Primo de Rivera va aconseguir que amb molt escasses excepcions tot el poble català assumís com a mínim l'opció autonomista. El setembre del 1930, una delegació catalana pluripartidista, presidida pel jurista Francesc Maspons i Anglasell, va assistir al VI Congrés de Nacionalitats Europees, amb la voluntat d'internacionalitzar les reivindicacions catalanes».